# Bách thanh đuôi dài
Lanius schach là một loài chim trong họ Laniidae.